# Thư gửi tín hữu Philípphê
Thư gởi các tín hữu tại Phi-líp (hay đơn giản là Phi-líp) là một sách trong Thánh Kinh Tân Ước. Đây là bức thư do Sứ đồ Phaolô người Tarsus, gởi cho hội thánh tại Philippi thuộc vùng Macedonia. Sách này được công nhận là một trong những thư tín do chính Phao-lô viết. Sách được viết vào khoảng năm 62.

## Tác quyền
Hầu hết các học giả Kinh Thánh xưa và nay đều công nhận Phao-lô là tác giả của thư Phi-líp, ngoại trừ phân đoạn Philip 2:5-11. Theo một số nhà thần học, khúc Kinh Thánh này có thể là một thánh ca Cơ-đốc mà Phao-lô đã trích dẫn.

## Bối cảnh
Bức thư được viết cho hội thánh Phi-líp, một trong những hội thánh đầu tiên được thành lập tại Âu châu. Những tín hữu này rất gắn bó với Phao-lô, cũng như ông rất yêu quý họ. Trong tất cả các hội thánh thời đó, Phao-lô chỉ nhận sự dâng hiến từ hội thánh này (và ông nhận với lòng biết ơn) (Công 20:33-35; II Cô 11:7-12; II Tê 3:8). Lòng rộng rãi của người Phi-líp thể hiện rất rõ (Philip 4:15). "Đây là một đặc điểm của những cuộc truyền giáo tại vùng Macedonia, như 2 Côrinhtô 8 và 9 đã chứng minh vẻ đẹp và lòng rộng rãi đó. Điều đáng lưu ý là những tín hữu tại Macedonia thuộc giai cấp rất nghèo (II Cô 8:2), dầu những tín hữu đầu tiên thuộc mọi giai cấp (Công 16); nhưng những dữ kiện song hành cho thấy, sự nghèo khó của họ và sự dang tay ủng hộ công cuộc truyền giáo rộng lớn và chức vụ của Phao-lô, đi đôi với nhau.  Cho đến ngày nay, nếu tính theo tỷ lệ, sự dâng hiến cho công cuộc truyền giáo từ những tín hữu Cơ-đốc nghèo vẫn lớn hơn rất nhiều so với những người giàu".

## Bối cảnh lịch sử
Những tín hữu tại Phi-líp đã gởi cho Epaphroditus, sứ giả của họ, những quyên góp của họ để giúp Phao-lô khi ông đang cần; và khi người này trở về, Phao-lô gởi theo người này bức thư. Với bức thư quý giá này, Epaphroditus lên đường trở về. "Chúng ta không cảm nhận được niềm vui tạo nên từ chuyến trở về, và ảnh hưởng của bức thư tuyệt vời này khi được đọc lần đầu tiên tại hội thánh Phi-líp. Và chúng ta gần như có thể nói rằng cùng với bức thư, chính hội thánh cũng biến mất khỏi tầm nhìn của chúng ta. Ngày nay, trong cái tĩnh lặng của những đồng cỏ, với những con bò lặng lẽ rong chơi giữa những di tích hoang tàn đánh dấu địa danh mà có lần là một thuộc địa trù phú của La Mã tại Phi-líp, quê hương của một hội thánh đáng yêu nhất trong thời các Sứ Đồ. Nhưng tên, danh tiếng và ảnh hưởng thuộc linh của hội thánh đó không bao giờ nhạt phai. Đối với vô số người, thuộc mọi lứa tuổi thuộc mọi quốc gia, bức thư được viết trong lúc Phao-lô bị quản thúc tại gia tại Roma, được mang qua những con đường lát đá cổ xưa (Egnatian Way) bởi một sứ giả Cơ-đốc không mấy danh tiếng, đã mang lại ánh sáng thần hựu và sự hướng dẫn vui mừng bên những chặng đường khó khăn nhất trong cuộc sống".

## Trích dẫn trong văn hóa đương đại
Cầu thủ Mariano Rivera của đội Yankees và Tim Tebow của đội Florida Gators thường trích dẫn Philippians Philip 4:13. Khúc Kinh Thánh này chép: "Tôi làm được mọi sự nhờ Chúa Cứu Thế, Đấng ban năng lực cho tôi."

## Các Bản Dịch Việt Ngữ
- Thư gửi tín hữu Phi-líp-phê (Nhóm Phiên dịch CGKPV) - Ủy ban Kinh Thánh, Hội đồng Giám mục Việt Nam
- Thư Phi-líp - Thư Viện Tin Lành.